# 府中四谷橋
府中四谷橋（ふちゅうよつやばし）は、東京都府中市四谷三丁目 - 日野市落川の多摩川に架かる東京都道20号府中相模原線の橋である。橋長446 m（メートル）の斜張橋。

## 概要
形式は中央支間長260.000 mを有する鋼3径間連続斜張橋である。
1980年（昭和55年）当時、多摩川中流部区間は市街化が進展していたものの、橋梁間隔が広く南北幹線道路の整備も不十分であった。このため、立日橋から多摩水道橋までの中流部区間に対し、既存4橋の拡幅・架替と、新設3橋の整備を実施する多摩川中流部橋梁架橋計画が東京都により作成された。これに基づき橋種選定を1987年度（昭和62年度）から1988年度（昭和63年度）にかけて行い、意匠検討を1988年度（昭和63年度）から1990年度（平成2年度）にかけて行った。新設となる府中四谷橋は東京都北多摩南部建設事務所が担当し、1998年（平成10年）12月に供用開始された。
- 形式 - 鋼3径間連続斜張橋
- 活荷重 - B活荷重
- 橋長 - 446.000 m
  - 支間割 - ( 91.500 m + 260.000 m + 91.500 m )
- 幅員
  - 総幅員 - 28.200 m
  - 有効幅員 - 23.700 m
  - 車道 - 2×7.250 m
  - 歩道 - 両側4.350 m
- 主塔高 - 61.000 m
- 床版 - 鋼床版
- 総鋼重 - 8,599 t
- 架設工法 - トラッククレーン・ベント工法
- 施工 - 日本鋼管[注釈 2]・日本鉄塔工業・川田工業特定建設工事共同企業体

## 関連する作品
- ゲーム「アイドルマスター シャイニーカラーズ」 - およそ1kmほど離れた多摩市の聖蹟桜ヶ丘駅の周辺を舞台のモデルにしており、この橋や多摩川の河川敷もたびたび作中に登場。